# Адріан Картон де Віарт
Сер Адріан Картон де Віарт (англ. Adrian Carton de Wiart; 5 травня 1880, Брюссель — 5 червня 1963, Кіллінардиш Черчярд, Корк) — британський військовий, лейтенант-генерал бельгійського та ірландського походження. Відомий за те, що брав активну участь в англо-бурській, Першій та Другій світових війнах, де зазнав численних поранень, але вижив і продовжував воювати. Втратив ліві око та руку; пережив 2 авіаційні катастрофи; втік із табору військовополонених, прокопавши тунель. Ще в молодості зажив слави сміливця та «неубитного солдата», неодноразово командував військами та супроводжував відомих політиків.

## Біографія

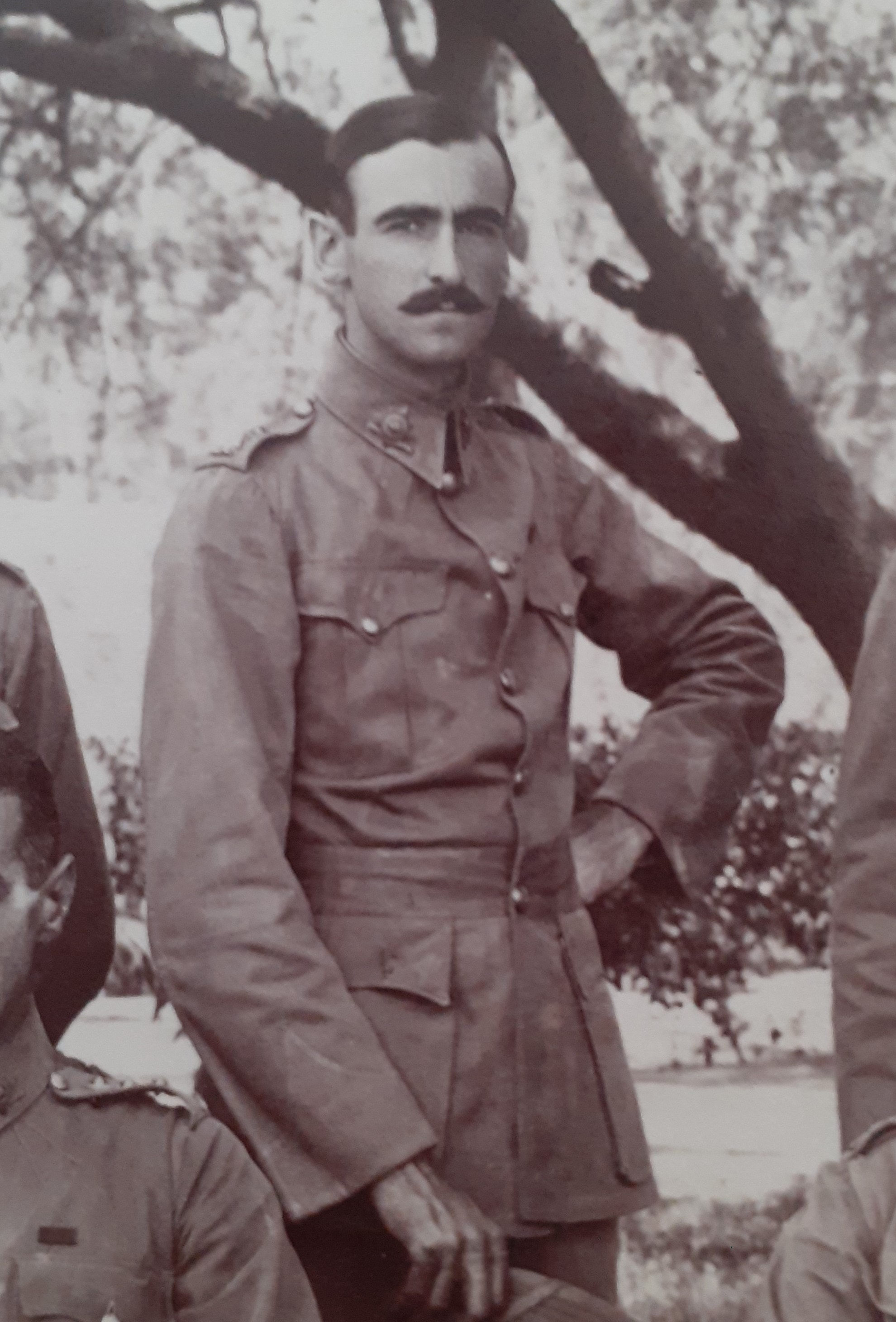
У 1904 році

### Ранні роки
Народився 5 травня 1880 року в аристократичній сім'ї у Брюсселі. Існували чутки, що він позашлюбний син бельгійського короля Леопольда II. Його батько, Леон Констан Гіслан Картон де Віарт, працював юристом. Після розлучення з дружиною, Ернестиною Венціг у 1886 році, він узяв сина з собою в Єгипет, де був адвокатом, магістратом і директором компанії Cairo Electric Railways and Heliopolis Oases Company з розбудови передмістя Каїра.
Мачуха відправила Картона де Віарта в 1891 році до школи-інтернату в Англії, заснованої Джоном Генрі Ньюменом. Звідти він пішов до Бейлліол-коледжу в Оксфорді.
У 1899 році покинув навчання та вирушив до Південної Африки, щоб служити солдатом у британській армії під час другої англо-бурської війни. Оскільки він не досяг призовного віку, не був британським підданим і не мав згоди батька, то збрехав, що йому 25 років і підписався псевдонімом. На війні отримав кульові поранення в живіт і пах, що змусило його повернутися до Англії. Картона де Віарта перевели до Індії в 1902 році, де він полював на диких кабанів. У 1904 році отримав звання позаштатного лейтенанта та був призначений ад'ютантом сера Генрі Гілд'ярда. У 1907 році отримав британське підданство, склавши присягу на вірність королю Едуарду VII.
Одружився в 1908 році з австрійською графинею Фридерікою Марією Кароліною Генрієттою Розою Сабіною Францисцкою Фуггер фон Бабенгаузен. У них народилося двоє дочок.

### Перша світова війна
На початку Першої світової війни, в листопаді 1914 року, Картон де Віарт служив у Сомалілендському верблюжому корпусі, воюючи проти військ держави дервішів (сучасна Сомалі). Під час атаки на ворожий опорний пункт зазнав поранення в руку та обличчя, втратив ліве око та частину вуха. Був нагороджений орденом «За відмінні заслуги». За спогадами його лікаря та співслужбовця лорда Ісмея, Картон де Віарт сприйняв поранення як благословення, оскільки міг повернутися до Європи, в гущу «справжньої» війни. В Англії вставив скляне око, проте надавав перевагу чорній пов'язці.
Незабаром він вирішив воювати на Західному фронті, коли його відправили в Іпр у травні 1915 року. Під час другої битви за Іпр німці почали артилерійський обстріл, внаслідок якого Картону де Віарту було роздроблено ліву руку. Згідно з його автобіографією, лікар відмовився ампутувати її, тоді Картон де Віарт сам відрізав два пальці. Пізніше того ж року цю руку ампутували повністю.
Пройшовши реабілітацію, він переконав медичну комісію, що досі придатний до бою. У 1916 році Картон де Віарт прийняв командування 8-м батальйоном Глостерширського полку. Під час командування ним на Соммі став широко відомим, надихаючи солдатів своїм прикладом до подвигів. Коли в боях за село Ла-Буазель троє інших командирів загинули, Картон де Віарт узяв на себе керівництво всіма підрозділами в селі для організації оборони. За бої в Ла-Буазелі отримав Хрест Вікторії, проте відгукувався про власні заслуги, що «кожен зробив стільки ж, скільки я».

### Міжвоєнний період

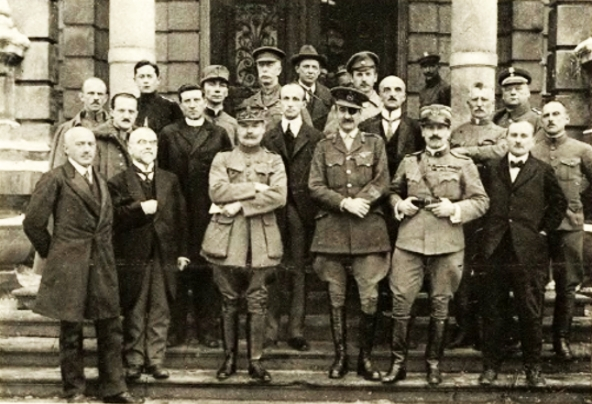
Члени делегацій на перемовинах про припинення вогню. Львів, палац Потоцьких, 26.02.1919 рік. Перший ряд (зліва направо): Володимир Темницький, Володимир Охримович, голова французької місії генерал Жозеф Бартелемі, керівник британської місії генерал-майор Адріан Картон де Віарт, італійський майор Джузепе Стабіле, Степан Витвицький; Другий ряд: Альфонс Ерле, отець Франц Ксаверій Бонн, Роберт Говард Лорд (США), Осип Бурачинський, Костянтин Слюсарчук, Теодор Рожанківський; Третій ряд: стоїть третій — отець Антін Калята, четвертий — британський полковник Смайс, шостий — Вільгельм Фідлєр

Більшу частину міжвоєнного періоду проживав у Польщі. Мав маєток на Поліссі на сучасному кордоні між Україною й Білоруссю (точне розташування невідоме). Був знайомий з князями Радзивілами. Служив у Британській військовій місії між 1919 і 1921 роками. Коли Польщу окупували в 1939 році німецькі та радянські війська, втік із країни разом з британською місією та польським урядом, переживши при цьому авіаналіт на свій конвой. Пізніше покинув Польщу на літаку, скориставшись фальшивим паспортом. Його майно, включно з колекцією рушниць, радянська влада зберігала в Мінському музеї; експонати були знищені пізніше німцями при відступі.

### Друга світова війна
На початку Другої світової війни, восени 1939 року, Картон де Віарт повернувся до свого попереднього звання полковника і незабаром отримав звання чинного генерал-майора. Після короткого перебування в англійському Мідлендсі Картон де Віарт був викликаний у квітні 1940 року, щоб командувати англо-французькими силами для взяття Тронхейму в Норвегії. Його гідроплан був збитий німецьким винищувачем, але Картон де Віарт вижив. 
Попри провал норвезької операції союзників, Картон де Віарт лишився на посаді з політичних міркувань. Він із запізненням евакуювався на британську військово-морську базу Скапа-Флоу на Оркнейських островах 5 травня 1940 року, у свій 60-й день народження. Картона де Віарта потім перевели до Північної Ірландії для захисту від німецького вторгнення.
У квітні 1941 року його було направлено для формування британської військової місії в Югославії, але його літак був збитий над Середземним морем. Допливши до берега, Картон де Віарт потрапив у полон до італійців. Картон де Віарт завдяки своїй славі був почесним полоненим, утримувався в спеціальній в'язниці для старших офіцерів у Кастелло ді Вінчільята, де познайомився з багатьма взятими в полон старшими офіцерами. Здійснив п'ять спроб утечі, включаючи втечу через тунель, який разом зі спільниками копав сім місяців. Остання спроба виявилася успішною, і він вісім днів переховувався під виглядом італійського селянина. Через два роки, в 1943-му, його звільнили. Картон де Віарт супроводжував італійського генерала Джакомо Зануссі до Лісабона під час переговорів щодо виходу Італії з війни.

### Китайська місія

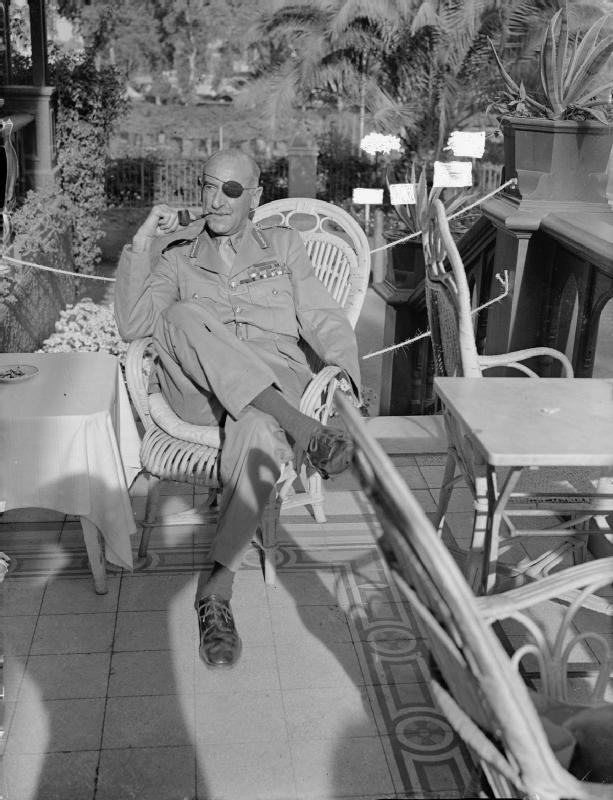
Картон де Віарт у Каїрі, 1943 р.

Вінстон Черчилль, шанувальник Картона де Віарта, відрядив його до Китаю, щоб бути представником у лідера націоналістів, генералісимуса Чан Кайші з 1943 до 1946 року. Перед прибуттям до Китаю Картон де Віарт відвідав Каїрську конференцію, організовану Черчиллем, президентом США Рузвельтом і Чан Кайші. Він регулярно літав до Індії для спілкування з британськими офіційними особами. Картон де Віарт повернувся додому в грудні 1944 року, був призначений кавалером Ордена Британської імперії 1945 року. Клемент Етлі, коли він став головою лейбористського уряду в червні 1945 року, попросив Картона де Віарта залишитися в Китаї. Картон де Віарт зустрічався з Мао Цзедуном, критикуючи його утримання від боротьби проти японців.
Після капітуляції Японії в серпні 1945 року Картон де Віарт вилетів до Сингапуру, де був присутній на церемонії капітуляції японських сил у Південно-Східній Азії. Картон де Віарт пішов у відставку в 1947 році в почесному званні генерал-лейтенанта.

### Пізні роки
По дорозі додому через французький Індокитай Картон де Віарт послизнувся на циновці та зламав кілька хребців. Його дружина померла в 1949 році у Відні. У 1951 році, у віці 71 року, Картон де Віарт одружився з Рут Міртл Мюріел Джоан Маккечні, розлученою, на 23 роки молодшою за нього.
Вийшовши на пенсію, Картон де Віарт оселився в графстві Корк, де займався рибальством. Помер у 1963 році у віці 83 років.

## Спосіб життя та погляди
Після поранення в англо-бурській війні Картон де Віарт займався посиленою фізичною підготовкою, багато ходив, бігав, займався спортом. Живучи на Поліссі, щоденно полював.
Мав хороші стосунки з європейськими аристократами, його двома двоюрідними братами були граф Анрі Картон де Віарт, прем'єр-міністр Бельгії з 1920 по 1921 рік, і барон Едмонд Картон де Віарт, політичний секретар короля Бельгії та директор великої фінансово-промислової компанії La Société Générale de Belgique. Під час відпусток багато подорожував центральною Європою. Завдяки знайомствам з католицькою аристократією орендував заміські маєтки в Богемії, Австрії, Угорщині та Баварії.
Картон де Віарт принципово зневажав усіх комуністів, а Мао Цзедуна називав фанатиком.
Власноруч описуючи свій бойовий досвід Першої світової війни, у своїх спогадах він зазначив: «Відверто кажучи, я насолоджувався війною».

## У мистецтві
Про Картона де Віарта йдеться в пісні «The Unkillable Soldier» (укр. Неубитний солдат, 2022) шведського хеві-метал-гурту «Sabaton», за якою знято кліп.